# Germain Bazin

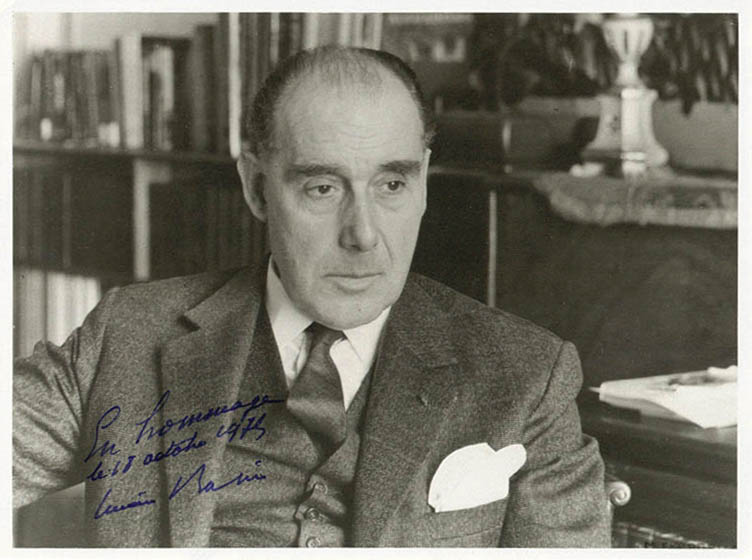
Germain Bazin em 1979. Foto autografada.

Germain René Michel Bazin (Suresnes, Altos do Sena, 24 de setembro de 1901 - Paris, 2 de maio de 1990) foi um historiador de arte, curador e restaurador francês. Foi conservador de pinturas do Museu do Louvre. Viajou pelo Brasil, onde estudou a arquitetura religiosa barroca e as obras de Aleijadinho, sobre quem publicou importantes trabalhos.

## Biografia
Filho do engenheiro Charles Bazin e de Jeanne Laurence Mounier, Germain graduou-se história da arte pela Sorbonne, onde estudou com Henri Focillon e Émile Mâle. Em seguida, cursou museologia na École du Louvre. Em 1928, ingressa no departamento de desenhos da École nationale supérieure des beaux-arts de Paris. Em 1937, é indicado para o cargo de curador do departamento de desenhos e pinturas do Museu do Louvre. Exerceu ainda a função de professor na Universidade Livre de Bruxelas.
Entre 1939 e 1940, serviu na infantaria francesa durante a Segunda Guerra Mundial, chegando ao ser apontado para o posto de capitão. Após deixar o exército, auxilia na proteção do patrimônio artístico francês durante a ocupação nazista. Em 1941, retornou à École de Louvre, onde assumiu o cargo de professor de estudos museológicos. Casou-se com Suzanne Heller Bielotzerkowka em 1947.
Em 1951, Bazin é nomeado curador-chefe do Museu do Louvre. Na função, reorganizou as salas de exposição, de forma a refletir a variedade da vasta coleção de arte ocidental do museu. Coordenou o projeto de restauração das pinturas impressionistas no acervo do Jeu de Paume Em 1953, publicou História da arte da pre-historia aos nossos dias, um de seus maiores trabalhos.
Interessou-se por diversos campos da arte, da museologia e da museografia, publicando um grande número de ensaios e catálogos. Visitou o Brasil para estudar a arte de Aleijadinho e arquitetura das igrejas coloniais. Recebeu inúmeros prêmios e honrarias por seu trabalho, incluindo a Legião de Honra, a comenda da Ordem de Leopoldo. Foi eleito membro da Académie des Beaux-Arts do Institut de France em 1975.

## Obras
Germain Bazin escreveu mais de trinta livros sobre história da arte, traduzidos para 17 idiomas. Embora especializado na arte francesa do século XIX, abordou diversos artistas e movimentos culturais, incluindo Hans Memling (1939), Fra Angelico (1941) e Jean-Baptiste-Camille Corot (1942). Publicou ainda História da arte da pré-história aos nossos dias (1953), Barroco e Rococó (1964), História da história da arte: de Vasari aos nossos dias (1986), entre outros.
Dedicou obras à arte colonial do Brasil: Originalidade da arquitetura barroca em Pernambuco (1945-1951), Arquitetura religiosa barroca no Brasil (1955), Aleijadinho e a escultura barroca no Brasil (1963). Seu catálogo raisonné da obra de Theodore Géricault, deixado inacabado por conta de sua morte em 1990, foi postumamente publicado, em 1997.

## Publicações
- Le Mont Saint-Michel, Paris, Éditions Auguste Picard, 1933.
- Memling, Amsterdam/Leipzig, Pantheon Akademische Verlagsanstalt,  1939.
- L'époque impressionniste, Paris, P. Tisné, 1947.
- L'école franco-flamande, 1948.
- Histoire de l'art, de la préhistoire à nos jours, Paris, Ch. Massin, 1953.
- L’Architecture Religieuse Baroque au Brésil, 2 vols., Paris, Plon, 1956.
- Trésors de l'Impressionnisme au Louvre, Paris, Éditions Aimery Somogy, 1958.
- Aleijadinho et la sculpture baroque au Brésil, Paris, Éditions du temps, 1963.
- Baroque et rococo, Londres, Thames & Hudson, 1964.
- Le message de l'absolu, de l'aube au crépuscule des images, Hachette, 1964.
- Le Temps des Musées, Éditions Desoer, 1967.
- Histoire de l'avant-garde en peinture,  Paris, Hachette, 1969.
- O Aleijadinho e a escultura barroca no Brasil, Rio de Janeiro, Record, 1971.
- Arquitetura Religiosa Barroca no Brasil, 2 vols., Rio de Janeiro, Record, 1983.
- Histoire de l'histoire de l'art, de Vasari à nos jours, Paris, A. Michel, 1986 ISBN 2-226-02787-4.
- Théodore Géricault : étude critique, documents et catalogue raisonné, Paris, Wildenstein Institute, La Bibliothèque des Arts, 1987-1997.